# Hans Matheson
Hans Matheson (n. Stornoway, 7 de agosto de 1975) es un actor escocés de cine, teatro y televisión. Algunos de sus papeles más notables incluyen producciones como Sherlock Holmes, The Tudors, Tess of the D'Urbervilles, Clash of the Titans y 300: Rise of an Empire.

## Filmografía

### Cine
- Poldark (1996), como Ben Carter
- The Future Lasts A Long Time (1997), como Jimmy Dolen
- Mojo 1997, como Silver Johnny
- Stella Does Tricks (1997), como Eddie
- Family Money (1997), como Jake
- Les Misérables (1998), como Marius Pontmercy
- Still Crazy (1998), como Luke Shand
- Tube Tales (1999), como Michael
- Bodywork (1999), como Virgil Guppy
- Canone Inverso (2000), como Jeno Varga
- I Am Dina (2001), como Tomas
- The Mists of Avalon (2001), como Mordred
- Deathwatch (2002), como Jack Hawkstone
- Comfortably Numb (2004), como Jake
- Imperium: Nero (2004), como Nero
- Half Light (2006), como Angus McCullough
- Bathory (2008), como Caravaggio
- Sherlock Holmes (2009) como Lord Coward
- Clash of the Titans (2010) como Ixas
- The Christmas Candle (2013) como David Richmond
- 300: Rise of an Empire (2014) como Aeschylus

### Televisión
- The Bill (1995)
- Wycliffe (Episodio 22, 1996)
- Bramwell (Episodio 14, 1996), como Frederick Hackett
- Doctor Zhivago (2002), como Yuri Zhivago
- Nero: Empire of Blood (2004), como Nero
- The Virgin Queen (2005), como Robert Devereux
- The Tudors (2008), como Thomas Cranmer
- Tess of the d'Urbervilles (2008), como Alec D'Urberville
- Dickensian (2015)
- Jericho (2016), como Johnny Jackson

### Teatro
- Mojo (1995)
- Cuba Real: Trio (2004)